# El mago de Oz (película de 1982)
El Mago de Oz (オズの魔法使い Ozu no mahōtsukai?) (también es conocida en Hispanoamérica como El cuento de el mago de Oz) es una película de anime producida en Japón de 1982 dirigida por Fumihiko Takayama a partir de un guion de Yoshimitsu Banno y Akira Miyazaki, que está basada en la novela de 1900 escrita por L. Frank Baum. Está producida por Yoshimitsu Banno y Katsumi Ueno para Toho. Aunque fue producida para el cine, la película debutó directamente en video casero y televisión en Japón. La película se estrenó en cines en España en 1984.

## Reparto

### Reparto japonés
- Mari Okamoto - Dorothy Gale[3]
- Kotobuki Hizuru - Espantapájaros
- Jōji Yanami - Hombre de hojalata
- Masashi Amenomori - León cobarde
- Taeko Nakanishi - Tía Em y sirviente
- Naoki Tatsuta - Tío Henry
- Miyoko Asō - La bruja buena del Norte
- Kaori Kishi - La bruja mala del Oeste
- Kazuo Kumakura - El Mago
- Kumiko Takizawa - Glinda, la bruja buena del Sur
- Shohei Matsubara - Toto
- Motomu Kiyokawa - Soldado
- Toshiyuki Yamamoto - Rey mono

### Reparto estadounidense
- Aileen Quinn - Dorothy Gale
- Lorne Greene - El Mago
- Billy Van - Espantapájaros
- John Stocker - Hombre de hojalata
- Thick Wilson - León cobarde
- Elizabeth Hanna - La bruja buena del Norte, Jellia Jamb, La bruja mala del Oeste
- Wendy Thatcher - Glinda, la bruja buena del Sur

## Producción
Esta película es conocida por mantenerse especialmente fiel a la novela, siendo su principal diferencia la eliminación del viaje para ver a Glinda, que ahora es algo menos una deus ex machina que en la película de 1939. De la película musical también se tomaron los zapatos mágicos rojos en lugar de los plateados originales del texto de Baum (aunque en su primer estreno la película incluía los zapatos plateados, que se cambiaron más tarde por la gente que estaba acostumbrada a la película de la MGM). También hay aspectos reconocibles de los libros posteriores, ya que el diseño de las casas es el mismo que se encuentra en las ilustraciones de John R. Neill, que nunca ilustró el primer libro de Oz. Es una de las pocas películas en la que las varias formas del Mago se aparecen ante cada uno de los viajeros, como la dama de alas hermosas (que se muestra como una marioneta y no el Mago disfrazado, tal y como se ve en el libro), la bestia terrible (con la apariencia de un rinoceronte común) y la bola de fuego.
La versión en inglés la montó Johann Lowenberg y la produjo y dirigió John Danylkwi, y se estrenó en televisión en Estados Unidos en 1983. Alan L. Gleitsman fue el productor ejecutivo de Alan Enterprises, que se encargaron del doblaje para Estados Unidos. New Hope Entertainment también participó en la producción de la versión inglesa, que distribuyó Paramount Home Entertainment en los territorios de habla inglesa, incluyendo Estados Unidos y Canadá.

## Música
Los autores de la música son Joe Hisaishi y Yuichiro Oda, y la letra de Keisuke Yamakawa. La intérprete de las canciones es Mitsuko Horie.
1. Dare ka ga watashi o matte iru (だれかが私を待っている ¿Alguien me está esperando??) (tema principal)
2. 1+1 wa nani? (1+1は何？ 1+1, ¿Qué es??) (tema secundario)

En la versión inglesa se incluyeron nuevas letras obra de Sammy Cahn y Allen Byrns, y la intérprete fue Aileen Quinn.
1. It's Strictly Up to You (tema principal)
2. I Dream of Home
3. A Wizard of a Day